# Australopericoma caudata
Australopericoma caudata är en tvåvingeart som först beskrevs av Satchell 1955.  Australopericoma caudata ingår i släktet Australopericoma och familjen fjärilsmyggor. Inga underarter finns listade i Catalogue of Life.